# 6210 현섭
6210 현섭(6210 Hyunseop, 1991 AX1)은 1991년 1월 14일 일본의 마쓰야마 마사노리와 와타나베 가즈오가 홋카이도 구시로시에서 발견한 소행성이다. 한국의 외교관으로 아마추어 천문가이기도 한 서현섭의 이름을 따랐다.